# Facundo Cabral
Facundo Cabral, född Rodolfo Enrique Cabral Camiñas 22 maj 1937 i Buenos Aires, Argentina, död 9 juli 2011 i Guatemala City, Guatemala, var en argentinsk folksångare, låtskrivare och filosof.
Cabral var mest känd som kompositör av "No soy de aquí ni soy de allá" ("Jag är inte härifrån och inte därifrån"), "Pobrecito mi Patron" ("Min stackars chef") och många andra kompositioner. Hans låtar har tolkats av flera spanskspråkiga artister som Jorge Cafrune, Alberto Cortez, Juan Luis Guerra och Joan Manuel Serrat. Efter att ha turnerat världen över var Cabral populär i sitt hemland under det tidiga 1980-talet, när argentinsk radio krävde lokalt innehåll efter Falklandskriget. Cabral protesterade även mot militärdiktaturer i Latinamerika genom aktivism och konst från 1970-talet och framåt, och hans musik kombinerade mystik och andlighet med krav på social rättvisa och jämlikhet och han var därmed populär i hela Latinamerika under sin livstid och har fortfarande ett betydande postumt arv över hela kontinenten. För sitt arbete för fred utsågs Cabral till UNESCO:s fredsbudbärare 1996. Cabral blev mördad den 9 juli 2011 efter att ha varit på en turné i Guatemala City då han blev skjuten av ett kriminellt gäng när han var på väg till flygplatsen La Aurora International Airport utanför Guatemala City.